# 조선민주주의인민공화국 U-17 축구 국가대표팀
조선민주주의인민공화국 U-17 축구 국가대표팀은 조선민주주의인민공화국을 대표하는 17세 이하 축구 국가대표팀이다.

## 대회 기록

### 2010 AFC U-16 풋볼 챔피언십
2010년 조선민주주의인민공화국은 역사상 처음으로 2010년 AFC U-16 챔피언십에서 우승했다. 팀의 첫 경기는 2010년 10월 24일 북한의 리광일 골을 넣은 시리아와의 1-1 무승부였다. 그런 다음 조선민주주의인민공화국은 이란을 2-0으로, 오만을 2-1로 승리하며 조별 예선을 마쳤다. 조선민주주의인민공화국은 2010년 11월 1일 요르단과의 8강전에서 4-0으로 승리했다. 조선민주주의인민공화국은 2010년 11월 4일 일본을 2-1로 꺾고 결승 진출권을 확보했다. 조선민주주의인민공화국은 2010년 11월 7일 결승전에서 개최국 우즈베키스탄을 꺾고 사상 첫 우승을 차지했다.

## 같이 보기
- 조선민주주의인민공화국 축구 국가대표팀